# NGC 5875
NGC 5875 é uma galáxia espiral (Sb) localizada na direcção da constelação de Boötes. Possui uma declinação de +52° 31' 41" e uma ascensão recta de 15 horas, 09 minutos e 13,1 segundos.
A galáxia NGC 5875 foi descoberta em 1 de Maio de 1788 por William Herschel.